# 天主教赫斯特-穆索尼教區
天主教赫斯特-穆索尼教區（拉丁語：Dioecesis Hearstensis）是加拿大一個羅馬天主教教區，屬渥太華總教區。
1919年4月18日建立北安大略監牧區，1920年11月27日升為代牧區，1967年7月13日升為教區並易名。2007年7月25日本教區的主教與穆索尼教區是同一個人（In persona episcopi），但兩教區保留各自的架構。教宗方濟各於2018年12月3日將赫斯特教區和穆索尼教區合併為赫斯特-穆索尼教區。
教區範圍包括安大略北部內陸，2006年有教友27,908人，佔轄區總人口76.1%。教區下轄廿二個堂區，有廿二名司鐸。現任教區主教為羅伯·O·布爾貢（Robert O. Bourgon）。